# Односи Србије и Сингапура
Односи Србије и Сингапура су инострани односи Републике Србије и Републике Сингапура.

## Билатерални односи
Дипломатски односи са Сингапуром су успостављени 1967. године.
Амбасада Републике Србије у Џакарти (Индонезија) радно покрива Сингапур.
Сингапур је био уздржан по питању пријема Косова у УНЕСКО.

### Политички односи
Претходни министар спољних послова Вук Јеремић боравио је у посети Сингапуру фебруара 2011. и маја 2012. године. Са тадашњим министром иностраних послова Сингапура Џ. Јеом билатерални сусрет је имао на маргини мултилатералног скупа у Шарм ел Шејку, јула 2009. године.

### Економски односи
У 2020. години робна размена је износила 22,49 милиона долара (извоз из Р. Србије у Сингапур 5 млн евра а увоз 17,4 млн УСД).
У 2019. години робна размена је износила 22 милиона долара од чега је извоз из РС шест милиона, а увоз 16 милиона УСД.
У 2018. г. робна размена је износила 25,8 милиона долара (извоз из РС био 8,8, а увоз 17 милиона УСД).